# Елемесов, Копмагамбет Елемесович
Копмагамбет Елемесович Елемесов (8 февраля 1938, пос. Сакар-Чага, Туркменская ССР, СССР — 15 февраля 2022, Алма-Ата, Казахстан) — советский и казахский учёный, доктор сельскохозяйственных наук (1988), профессор (1991, по другим данным, 1989), академик НАН РК. Заслуженный работник Казахстана (1996). Почётный профессор Сибирского отделения Россельхозакадемии. Вице-президент Академии сельскохозяйственных наук РК.

## Биография
Родился в 1938 году в пос. Сакар-Чага Туркменской ССР.
В 1965 году окончил Туркменский сельскохозяйственный институт им. М. И. Калинина по специальности «зоотехния».
- 1966-68 гг. — старший зоотехник по племделу колхоза «Тасты» Сузакского района Шымкентской области;
- 1968-71 гг. — аспирант Московской ветеринарной академии;
- 1971-77 гг. (по другим данным, до 1976 года[1]) — старший научный сотрудник, учёный секретарь, заведующий отделом генетики и селекции каракульских овец Казахского НИИ каракулеводства (г. Шымкент);
- 1977-80 гг. (по другим данным, с 1976 года[1]) — директор ГПЗ «Шаульдерский» Кзыл-Кумского р-на Шымкентской области;
- 1980-88 гг. — нач. гл. управления каракулеводства МСХ КазССР;
- 1988-93 гг. (по другим данным, до 1997[1]) — председатель (президент) Республиканского НПО «Казкаракуль»;
- 1993-96 — президент государственной акционерной компании «Асыл»;
- 1997—99 — советник Посольства Республики Казахстан в Туркменистане.
- С 1999 года — вице-президент Академии сельскохозяйственных наук РК, зам. генерального директора Национального академического центра аграрных исследований РК[2].

Основные научные труды посвящены улучшению каракульской породы овец и совершенствованию технологии производства продукции овцеводства. Разработал технологию производства различных сортов каракуля, определил их физико-химические свойства и параметры.

## Некоторые работы
Общее количество публикаций: 120, в том числе 8 монографий.
- Руководство по каракулеводству / К. Елемесов. — Алма-Ата: Кайнар, 1986.
- Русско-казахский словарь биологических терминов / М. Закиров, К. Елемесов, К. Кайымов. — Алма-Ата: Мектеп, 1988.
- Технология производства каракульчи и баранины / К. Е. Елемесов, М. Д. Закиров, А. М. Омбаев. — Алма-Ата: Кайнар, 1989.
- Практикум по овцеводству и технологии производства шерсти, каракуля и баранины. — Алма-Ата, 1989.
- Справочник по заготовке шерсти. — Алма-Ата, 1992.
- Тондык теркчерд! ондеу технологиясы. — Л., 1995.

Некоторые патенты:
- Способ получения каракульских овец чёрной окраски каракульчевого смушкового типа. Номер патента: 23603. Опубликовано: 15.12.2010. Авторы: Темирханов А. Ж., Омбаев А. М., Ескара М. А., Елемесов К. Е., Ахметшиев А. А. МПК: A01K 67/00
- Способ механического снятия шкурок с тушек животных и устройство для его осуществления. Номер патента: 2351. Опубликовано: 15.09.1995. Авторы: Елемесов К. Е., Жанбиров Ж. Г. МПК: A22B 5/16
- Конвейерная линия для первичной переработки мелких животных. Номер патента: 1761. Опубликовано: 15.03.1995. Авторы: Елемесов К. Е., Рязанцев А. Е., Сеитбеков Л., Медетбаев Ж. М., Арихов М. А. МПК: A22B 5/00
- Способ раннего отбора каракульских баранчиков ребристого смушкового типа с высокой потенциальной продуктивностью. Номер предварительного патента: 1327. Опубликовано: 15.12.1994. Авторы: Ескараев М. А., Абилова Г. М., Елемесов К. Е. МПК: A01K 67/02

## Награды
- 1984 — Орден «Знак Почёта»
- 1991 — Лауреат премии Кабинета Министров КазССР
- 1996 — Заслуженный деятель Республики Казахстан
- 2005 — Лауреат Государственной премии РК в области науки, техники и образования.
- Медаль «50 лет Целине» (2004)
- Медаль «10 лет Астане» (2008)
- Медаль «20 лет независимости Республики Казахстан» (2011)